# Chrysolina mauroi
Chrysolina mauroi – gatunek chrząszcza z rodziny stonkowatych i podrodziny Chrysomelinae.
Gatunek tan opisany został w 2005 roku przez Igora K. Łopatina na podstawie pojedynczego samca, odłowionego w Tagu. Epitet gatunkowy nadano na cześć Mauro Daccordiego.
Chrząszcz o szeroko owalnym ciele 1,6 razy dłuższym niż jego największa szerokość, ubarwionym czarno z rudawym spodem dwóch pierwszych członów czułków. Wierzch ciała lekko połyskujący, drobno i gęsto szagrynowany. Głowa z rozproszonym punktowaniem na czole i nadustku. Głaszczki szczękowe o ostatnim członie z równoległymi bokami i zaokrąglonym szczytem. Dwukrotnie szersze niż długie przedplecze ma wypukły, wyraźnie punktowany dysk i rządek grubych punktów po wewnętrznej stronie zgrubień bocznych. Punktowanie w rzędach pokryw większe niż na przedpleczu, rzadsze na dysku, a gęściejsze po bokach. Międzyrzędy bardzo drobno i rzadko punktowane.
Owad znany tylko z okolic Kanding w Syczuanie, w Chinach.